# قلب مادر (فیلم ۱۹۳۸)
قلب مادر (لهستانی: Serce matki) یک فیلم ملودرام لهستانی به کارگردانی میخاو واشینسکی است که در سال ۱۹۳۸ منتشر شد.

## گزیدهٔ بازیگران
- استانیسواوا اینجل-انگلوونا
- ایرنا مالکویچ
- لیدیا ویسوتسکا
- اینا بنیتا
- میه‌چیسواف سیبولسکی
- الکساندر زلوروویچ
- استانیسواو شیه‌لاینسکی
- یوزف اوروید
- واندا یارشفسکا
- واندا یاکوبینسکا
- فلیکس ژوکوفسکی